# سنگسر مخطط
نام علمی گونه :
(Pomadasys stridens (Forsskal,1775
نامهای علمی مترادف: 
Rhoncisus stridens Forsskal,1775
نام انگلیسی: 
Striped piggy 
نام فارسی : سنگسر مخطط 
اندازه : حداکثر اندازه تا ۱۶ سانتیمتر طول دارد. 
مشخصات: ماهی خاردار و کوچک، زیر چانه دارای دو سوراخ و یک حفره میانی می‌باشد، باله مخرجی دارای ۳ شعاع سخت و ۹ شعاع نرم، باله پشتی دارای ۱۲ شعاع سخت و ۱۵ عدد شعاع نرم و باله شکمی دارای یک شعاع سخت و ۵ شعاع نرم است. تعداد فلس بر روی خط جانبی ۷۰ تا ۸۰ عدد می‌باشد، رنگ بدن در پشت سبز مایل به خاکستری با سایه برنزی و در پائین متمایل به سفید است و سه نوار گندمگون در پشت در قسمت بالایی هر طرف بدن وجود دارد. 
زیست‌شناسی : در آبهای ساحلی زیست کرده و از سخت پوستان و ماهیها تغذیه می‌نماید. 
نامهای مورد استفاده در جنوب ایران : گمگام، کورکرده
وسایل صید: قلاب، ترال کف و گرگور.